# Costas Mandylor
Costas Mandylor, pseudonimo di Kōnstantinos Theodosopoulos (in greco Κωνσταντίνος Θεοδοσόπουλος?; Melbourne, 3 settembre 1965), è un attore australiano di origini greche.

## Biografia
Figlio di emigrati greci originari del Peloponneso, fin da molto giovane Mandylor decide di seguire la sua passione, il calcio, arrivando a giocare a livelli da professionista, ma un brutto infortunio lo costringe ad abbandonare il suo sogno e lo spinge ad intraprendere la strada della recitazione. Dopo aver cambiato il cognome in "Mandylor" (dal cognome della madre: "Mandylaris") intraprende la carriera di attore e debutta nel film Oltre la vittoria, accanto a Willem Dafoe e Robert Loggia.
Nel 1991 partecipa al film Bolle di sapone accanto ad attori del calibro di Sally Field, Kevin Kline e Robert Downey Jr.. Sempre nel 1991 ottiene il primo ruolo importante nel thriller L'impero del crimine. Nel 1995 è protagonista del film Il delta di Venere, diretto da Zalman King.
Da metà degli anni novanta in poi, la carriera di Mandylor è principalmente televisiva, oltre ad essere protagonista per quattro stagioni di La famiglia Brock, compare in un episodio del celebre serial Sex and the City, in Streghe e in cinque episodi di Settimo cielo.
Dopo alcuni B-movie e film TV poco conosciuti, Mandylor torna a farsi notare per una veloce apparizione in Saw III - L'enigma senza fine e nel sequel Saw IV, di cui è protagonista. Nel 2007 Mandylor è nel cast di La leggenda di Beowulf e nel 2008 è di nuovo protagonista in Saw V. L'anno seguente firma per recitare in Saw VI e nel 2010 ha recitato in Saw 3D - Il capitolo finale, interpretando il detective Mark Hoffman.

### Vita privata
Ha un fratello, anche lui attore, Louis Mandylor. Dal 1997 al 2000 è stato sposato con l'attrice Talisa Soto. Nel 2013 si è risposato con l'attrice Victoria Ramos.

## Filmografia parziale

### Cinema
- Oltre la vittoria (Triumph of the Spirit), regia di Robert M. Young (1989)
- The Doors, regia di Oliver Stone (1991)
- Bolle di sapone (Soapdish), regia di Michael Hoffman (1991)
- L'impero del crimine (Mobsters), regia di Michael Karbelnikoff (1991)
- Fatal Past, regia di Richard Ryan (1993)
- Morte apparente (Almost Dead), regia di Ruben Preuss (1994)
- Il ritorno di Kenshiro (Fist of the North Star), regia di Tony Randel (1995)
- Il delta di Venere (Delta of Venus), regia di Zalman King (1995)
- Virtuality (Virtuosity), regia di Brett Leonard (1995)
- Venus Rising, regia di Leora Barish e Edgar Michael Bravo (1995)
- Oltre l'innocenza (Portraits of a Killer), regia di Bill Corcoran (1996)
- Equivoci d'amore (Just Write), regia di Andrew Gallerani (1997)
- I due volti dell'assassino (Double Take), regia di Mark L. Lester (1998)
- Stand-ins, regia di Harvey Keith (1997)
- Shame, Shame, Shame, regia di Zalman King (1999)
- Alto tradimento (Stealth Fighter), regia di Jim Wynorski (1999)
- Intrepid - La nave maledetta (Intrepid), regia di John Putch (2000)
- La promessa (The Pledge), regia di Sean Penn (2001)
- Turn of Faith, regia di Charles Jarrott (2002)
- Dinocroc, regia di Kevin O'Neill (2004)
- Dr.Chopper, regia di Lewis Schoenbrun (2005)
- In campo per la vittoria (The Game of Their Lives), regia di David Anspaugh (2005)
- Sub Zero - Paura sulle montagne (Sub Zero), regia di Jim Wynorski (2005)
- Saw III - L'enigma senza fine (Saw III), regia di Darren Lynn Bousman (2006)
- Saw IV, regia di Darren Lynn Bousman (2007)
- La leggenda di Beowulf (Beowulf), regia di Robert Zemeckis (2007)
- Saw V, regia di David Hackl (2008)
- Saw VI, regia di Kevin Greutert (2009)
- Saw 3D - Il capitolo finale (Saw 3D), regia di Kevin Greutert (2010)
- Cosmic Sin, regia di Edward Drake (2021)
- Saw X, regia di Kevin Greutert (2023)

### Televisione
- La famiglia Brock (Picket Fences) – serie TV, 88 episodi (1992-1996)
- I racconti della cripta (Tales from the Crypt) – serie TV, episodio 5x12 (1993)
- Vicino all'assassino (Falling for You), regia di Eric Till – film TV (1995)
- Oltre i limiti (The Outer Limits) – serie TV, episodio 2x14 (1996)
- Last Exit to Earth, regia di Katt Shea – film TV (1996)
- F/X – serie TV, episodio 1x18 (1997)
- Una magia chiamata amore (Love-Struck), regia di Larry Peerce – film TV (1997)
- I professionisti (Players) – serie TV, 18 episodi (1997-1998)
- Nella mente di Joe (The Fury Within), regia di Noel Nosseck – film TV (1998)
- Omicidio a Manhattan (Exiled: A Law & Order Movie), regia di Jean de Segonzac – film TV (1998)
- Bonanno - La storia di un padrino (Bonanno: A Godfather's Story), regia di Michel Poulette – film TV (1999)
- Relic Hunter – serie TV, episodio 1x07 (1999)
- Secret Agent Man – serie TV, 12 episodi (2000)
- Resurrection Blvd. – serie TV, episodi 1x08-1x09 (2000)
- Nash Bridges – serie TV, episodio 6x13 (2001)
- Nora Roberts' Sanctuary, regia di Katt Shea – film TV (2001)
- Sex and the City – serie TV, episodio 4x01 (2001)
- Andromeda – serie TV, episodio 2x14 (2002)
- Streghe (Charmed) – serie TV, episodio 4x17 (2002)
- She Spies – serie TV, episodio 1x03 (2003)
- Fastlane – serie TV, episodio 1x16 (2003)
- Solo desserts (Just Desserts), regia di Kevin Connor – film TV (2004)
- Settimo cielo (7th Heaven) – serie TV, 5 episodi (2004-2006)
- The Wedding Bells – serie TV, episodio 1x01 (2007)
- Major Crimes – serie TV, episodio 2x05 (2013)
- NCIS - Unità anticrimine (NCIS) – serie TV, episodi 11x01-11x02 (2013)
- C'era una volta (Once Upon a Time) – serie TV, episodio 5x15 (2016)
- The Last Ship – serie TV, episodi 4x06-4x07-4x08 (2013)
- NCIS: Los Angeles – serie TV, episodi 9x05-9x18 (2017-2018)
- Hawaii Five-0 – serie TV, episodio 8x25 (2018)
- Lethal Weapon – serie TV, episodio 3x08 (2018)

## Riconoscimenti
- Screen Actors Guild Award
  - 1995 – Candidatura al miglior cast in una serie drammatica per La famiglia Brock
  - 1996 – Candidatura al miglior cast in una serie drammatica per La famiglia Brock
- MTV Movie Award
  - 2009 – Candidatura al miglior combattimento per Saw V (con Scott Patterson)

## Doppiatori italiani
Nelle versioni in italiano dei suoi film, Costas Mandylor è stato doppiato da:
- Francesco Pannofino in Saw IV, Saw V, Saw VI, Saw 3D - Il capitolo finale
- Oreste Baldini ne Il delta di Venere, La leggenda di Beowulf
- Marco Vivio ne Il ritorno di Kenshiro, Cosmic Sin
- Teo Bellia ne L'impero del crimine
- Gianni Bersanetti in Nella mente di Joe
- Massimo De Ambrosis in Bonanno - La storia di un padrino
- Danilo Di Martino in Sub Zero - Paura sulle montagne
- Roberto Gammino in Saw III
- Massimiliano Manfredi ne La famiglia Brock
- Paolo Marchese in Vicino all'assassino
- Giorgio Locuratolo in Traccia pericolosa
- Massimo Lodolo ne I professionisti
- Dario Oppido in C'era una volta
- Roberto Pedicini in Resurrection Blvd.
- Massimo Rossi in Sex and the City
- Riccardo Rossi in Settimo cielo
- Luca Ward in Solo desserts
- Mario Bombardieri in Major Crimes
- Alberto Angrisano in NCIS - Unità anticrimine
- Stefano Mondini in NCIS: Los Angeles
- Stefano Macchi in Hawaii Five-0
- Simone Mori in Saw X